# Asphalt 3D
Asphalt 3D — гоночная видеоигра, разработанная компанией Gameloft и изданная Ubisoft для портативной игровой системы Nintendo 3DS. Игра является седьмой основной частью серии Asphalt. Выпуск состоялся в 2011 году: 10 марта в Японии, 25 марта в Европе, 27 марта в Северной Америке и 31 марта в Австралии. Asphalt 3D входила в число восьми стартовых игр для Nintendo 3DS, изданных Ubisoft. Анонс игры состоялся на выставке Electronic Entertainment Expo 2010.
Asphalt 3D представляет собой портированную версию игры Asphalt 6: Adrenaline, которая ранее вышла для устройств на базе iOS. В игре представлено 17 трасс, основанных на реальных локациях, и 42 лицензированных спортивных автомобиля. Присутствуют несколько игровых режимов, включая многопользовательский режим для шести игроков через локальное беспроводное соединение. Игра получила преимущественно негативные отзывы критиков. Основными недостатками назывались неудобное управление, многочисленные программные ошибки, низкое качество графики и нестабильная частота кадров.

## Игровой процесс
Asphalt 3D — гоночная видеоигра, в которой игрок управляет автомобилем, соревнуясь с компьютерными соперниками на различных трассах. За победы в гонках игрок получает вознаграждения, такие как улучшения для автомобилей и очки опыта. Повышение уровня открывает доступ к более мощным спортивным автомобилям. В игре представлено 17 трасс, основанных на реальных локациях, включая Сан-Франциско и Париж. Игровой парк насчитывает более 40 лицензированных спортивных автомобилей и мотоциклов от таких производителей, как Ferrari, Lamborghini, Aston Martin, Bentley, Maserati, BMW, Nissan, Audi и Ducati.
В Asphalt 3D представлено восемь игровых режимов. Среди них: «Карьера», режим на выбывание «Вигилант», режим «Скоростная погоня», вдохновленный серией Need for Speed, где игрок должен уходить от преследования полицейских машин. Игра поддерживает многопользовательский режим для шести игроков через локальное беспроводное соединение. Asphalt 3D использует акселерометр игровой системы Nintendo 3DS, что позволяет управлять транспортным средством, поворачивая игровую систему наподобие руля, аналогично версиям Asphalt на платформе iOS.

## Разработка
Анонс Asphalt 3D состоялся на выставке Electronic Entertainment Expo 2010. Ubisoft включила игру в список из восьми проектов для Nintendo 3DS, запланированных к выпуску одновременно с запуском игровой системы в Европе и Северной Америке. Выпуск Asphalt 3D состоялся в марте 2011 года: 10 числа в Японии, 25-го в Европе, 27-го в Северной Америке и 31-го в Австралии. Игра представляет собой прямой порт Asphalt 6: Adrenaline, ранее выпущенной для устройств на базе iOS.
В Asphalt 3D представлено 42 автомобиля, из которых три доступны игроку изначально. Разработчики в одном из интервью сообщили о намерении включить в игру новейшие, самые быстрые и дорогие модели автомобилей 2011 года, в том числе Bugatti Veyron, считавшийся на тот момент самым дорогим автомобилем в мире.

## Критика
| Сводный рейтинг       | Сводный рейтинг |
| Агрегатор             | Оценка          |
| --------------------- | --------------- |
| GameRankings          | 47,20 %         |
| Metacritic            | 43 из 100       |
| Иноязычные издания    |                 |
| Издание               | Оценка          |
| Famitsu               | 28 из 40        |
| Game Informer         | 3 из 10         |
| GamePro               | 2 из 5          |
| GameSpot              | 5.5 из 10       |
| GamesRadar+           | 3 из 10         |
| GameTrailers          | 4,5 из 10       |
| IGN                   | 3,0 из 10       |
| Nintendo World Report | 2 из 10         |
| ONM                   | 70%             |

Asphalt 3D получила негативные отзывы критиков. На агрегаторе рецензий GameRankings игра имеет средний балл 47,20 % на основе 30 обзоров, а на Metacritic — 43 балла из 100 на основе 37 рецензий. Критики называли игру «абсолютной шуткой», «багованным беспорядком» и «по-настоящему ужасной». Критике подверглись «ужасная физика, неудобное управление и плохая графика», а также отмечались проблемы с частотой кадров и многочисленные программные ошибки.
Мартин Робинсон из IGN отметил, что «игра даже не может плавно воспроизвести собственное предварительно отрендеренное вступление». GameTrailers, хотя и похвалил «достойные модели автомобилей», указал на «прерывистую производительность, множество внезапно появляющихся объектов, нелепую анимацию и следы от шин, парящие над дорогой». Рецензент заключил: «Кажется, будто игру создали только для того, чтобы хорошо выглядеть на скриншотах».
Джастин Тауэлл из GamesRadar сравнил «угловатые пейзажи» с графикой Nintendo 64. В заключение он написал: «Это худшая игра стартовой линейки 3DS и претендент на звание 'худшей стартовой игры всех времен'. Хуже, чем Pen Pen. Хуже, чем Tama. Даже хуже, чем Altered Beast. Нужно ли говорить? Избегайте». Джош Макс из Nintendo World Report раскритиковал отсутствие обучения и заявил, что игра «никак не демонстрирует возможности Nintendo 3DS». В руководстве для покупателей NWR Мэтью Бландон и Нил Ронаган задались вопросом: «Когда доступны гораздо лучшие гонки, в частности Ridge Racer 3D, зачем тратить деньги на такой посредственный продукт, как Asphalt 3D?».